# Józef Bachórz

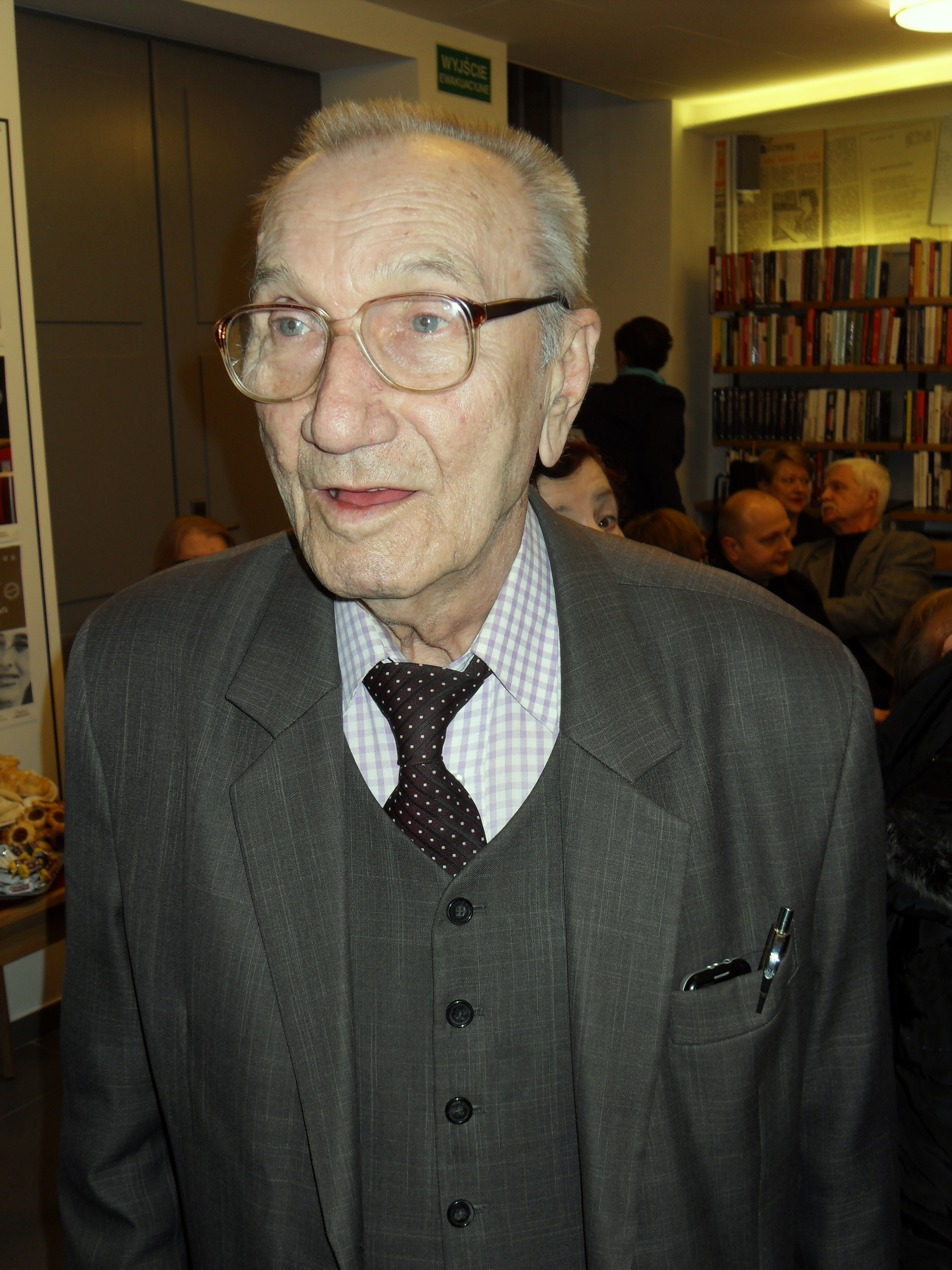
Józef Bachórz (2015)

Józef Bachórz (* 20. September 1934 in Lipie bei Rzeszów; † 20. September 2024) war ein polnischer Literaturhistoriker. In seinen wissenschaftlichen Arbeiten beschäftigte er sich mit der polnischen Literatur des 19. Jahrhunderts, insbesondere mit der Romantik und dem Positivismus.

## Leben
Bachórz beendete 1947 die Grundschule in Lipie und besuchte anschließend das Gymnasium in Rzeszów. Nach dem Abitur studierte er ab 1951 Polonistik an der Universität Łódź, wo er 1955 den Magister erwarb. Nach seinem Studium arbeitete er zunächst als Gymnasiallehrer in Stary Targ bis 1957 und in Kwidzyn bis 1966. Am Studium Nauczycielski in Oliwa unterrichtete er bis 1969. Mit der Arbeit Studium o polskich obrazkach prozą w okresie międzypostaniowym 1831–1864 (Doktormutter: Maria Janion) promovierte er 1969 und war bis 1973 Leiter der Arbeitsstelle für Polnische Philologie am Wyższe Studium Nauczysielskie in Danzig. Nach deren Schließung war er bis 1979 stellvertretender Direktor des Instituts für Polnische Philologie an der Universität Danzig. Mit der Arbeit Realizm bez „churmej jazdy“ habilitierte er und wurde 1981 als Dozent eingestellt. Die Arbeitsstelle für Polnische Literaturgeschichte an der Universität Danzig leitete er ab 1987. In den Wissenschaftlichen Rat des Instituts für Literaturforschung wurde er 1990 berufen. Zudem wurde er 1990 zum Professor ernannt und 1998 als ordentlicher Professor an die Universität Danzig berufen.

## Publikationen
- Studium o polskich obrazkach prozą w okresie międzypostaniowym 1831–1864, 1972
- Realizm bez „churmej jazdy“. Studia o powieściach Józefa Korzeniowskiego, 1979
- „Lalka“ Bolesława Pursa, 1990
- „Potop“ Henryka Sienkeiwicza, 1992
- Pozytywizm. Podręcznik dla szkół ponadpodstawowych, 1992
- Pozytywizm w szkole. Rozkład materiału, 1992
- Pozytywizm. Zeszyt ćwiszeń, 1998
- Wiek XIX. Romantyzm – realizm. Materiały z dziejów sztuki – dla liceów i gimnazjów, 2001
- Jak pachnie na Litwie Mickiewicza i inne studia o romantyzmie, 2003
- Romantyzm a romanse. Studia i szkice o prozie polskiej w pierwszej połowie XIX wieku, 2005
- „Złączyć się z burzą…“ Tuzin studiów i szkiców o romantycznych wyobrażeniach morza i egzotyki, 2005

## Herausgeberschaft
- Aleksander Podgórski: Pieśni żeglarza, 1983
- Wincenty Pol: Na lodach; Na wyspie; Na groblach. Trzy obrazki znad Bałtyku, 1989
- Słownik literatury polskiej XIX wieku, mit Alina Kowalczykowa, 1991; 3. Aufl. 2002
- Bolesław Prus: Lalka, 1991; 2. Aufl. 1998
- „Lalka “i inne. Studia w stulecie polskiej powieście realistycznej, mit Michał Głowiński, 1992
- Bolesław Prus: Kroniki. Wybór, 1994
- Eliza Orzeskowa: Nad Niemnem, 1996
- Adam Mickiewicz i kultura światowa. Materiały Konferencji Międzynarodowej Grodno-Nowogródek 12–17 maja 1997, 1998
- Bolesław Prus: Antek i inne opowiadania, 1998
- Pieniądz w literaturze i teatrze. Materiały z sympozjum „Temat pieniądza w literaturze i teatrze“, 2000
- Bolesław Prus: Korniki, 2005

## Auszeichnungen
- 1971: Goldenes Verdienstkreuz